# Pai contra Mãe

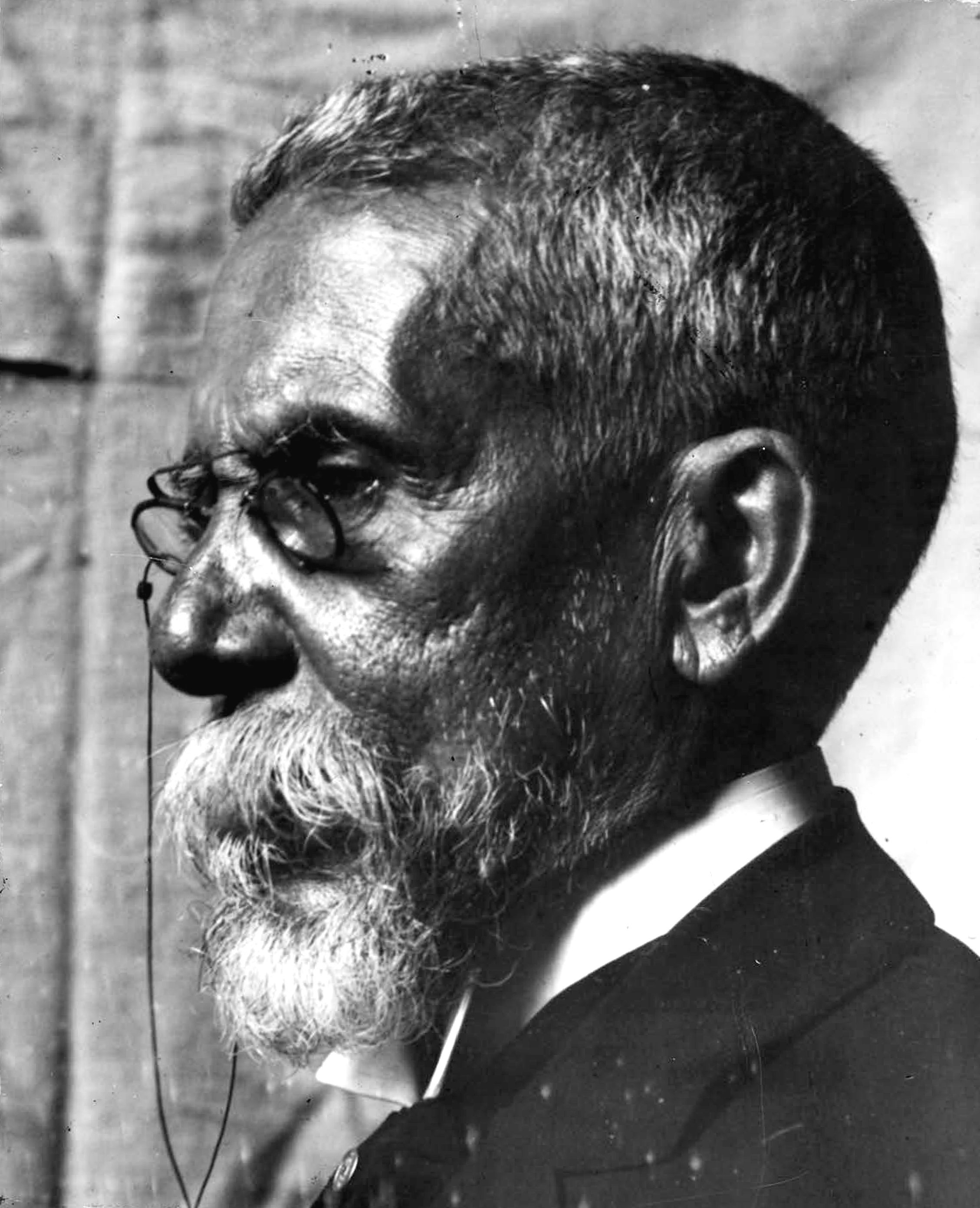
Machado de Assis

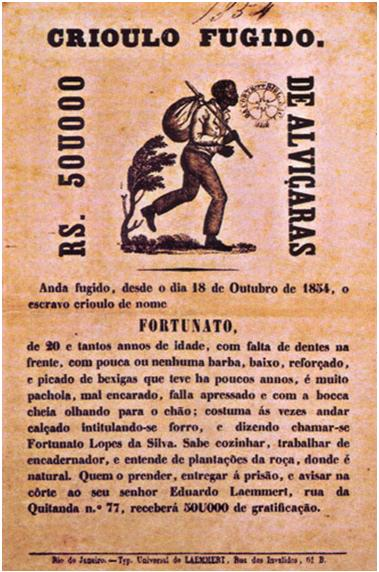
Exemplo de anúncio de escravo fugido, conforme descrição contida no conto de Machado.

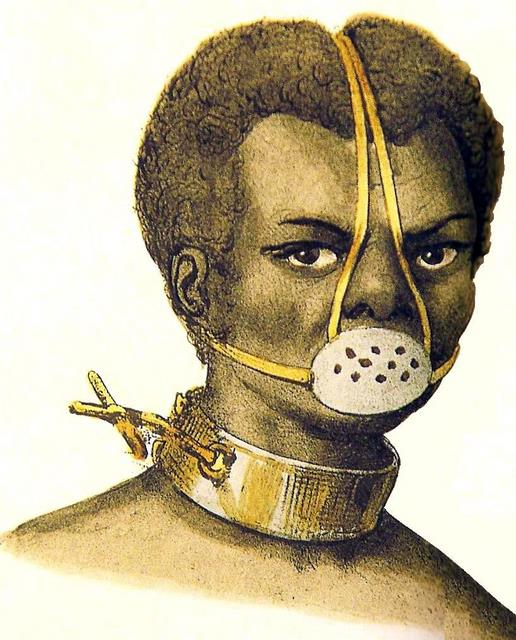
Máscara de Flandres, semelhane à descrita por Machado.

"Pai Contra Mãe" é um conto de Machado de Assis, publicado no livro Relíquias de Casa Velha (1906). Escrito cerca de dezoito anos após o fim da escravidão no Brasil, é o único conto que trata explicitamente do tema. Começa pela emblemática frase:
A escravidão levou consigo ofícios e aparelhos, como terá sucedido a outras instituições sociais […]
A história se passa no Rio de Janeiro nos fins do Segundo Império. Cândido, o protagonista, é um homem que ganha a vida como capturador de escravos fugidos. Ele busca o sustento de sua recém formada família por este meio. A história é contada por um narrador do tipo onisciente intruso, que logo no início apresenta um retrato histórico daquele período. Fala-se sobre as punições aplicadas aos escravos (entre elas a máscara de Flandres) e sobre certas profissões, como a captura de escravos fugidos.

## Enredo
Cândido Neves, um homem sem profissão estável, casa-se com a noiva Clara, que engravida, mas pela falta de emprego fixo do marido a família enfrenta dificuldades financeiras. Cândido decide tornar-se um capturador de escravos fugidos; ele copiava dos jornais anúncios de fugas e obtinha a recompensa oferecida. Apesar do alívio temporário, as dificuldades financeiras persistem.
Sem saída, Cândido decide levar o filho à Roda dos Enjeitados para que o bebê não morresse de fome mas, pelo caminho, encontra uma escrava fugida e, na esperança de obter uma boa recompensa, persegue-a. Cândido consegue capturá-la, mas ela suplica liberdade, afirmando que está grávida e não quer um filho escravo. O caçador ignora e entrega a escrava a seu dono. A mulher aborta a criança que esperava, enquanto Cândido recebe dinheiro pela caça e retorna com melhores meios pelos quais sustentar seu filho e esposa. O conto termina com a frase de Cândido: Nem todas as crianças vingam…

## Foco narrativo
Conforme a tipologia de Norman Friedman, o narrador pode ser classificado como onisciente intruso. Onisciente, pois narra em terceira pessoa todos os fatos e se coloca acima deles; intruso, pois ele não se restringe a explicar os acontecimentos, mas constantemente faz digressões, ou julga as ações dos personagens.
O conto já começa com uma digressão: ali são explicados fatos históricos relacionados à escravidão no Brasil em modo geral (e não algo diretamente ligado ao enredo do conto). Explica-se a máscara de Flandres, usada para evitar o consumo de álcool; a argola no pescoço para marcar os escravizados reincidentes na fuga, entre outras crueldades dos tempos da escravidão.
Outro trecho deixa bem clara a intrusão, desta vez de modo mais explícito:
— Vocês, se tiverem um filho, morrem de fome, disse a tia à sobrinha.

— Nossa Senhora nos dará de comer, acudiu Clara.

Tia Mônica devia ter-lhes feito a advertência, ou ameaça, quando êle [Cândido, o noivo] lhe foi pedir a mão da moça; mas também ela [Mônica] era amiga de patuscadas, e o casamento seria uma festa, como foi. A., MACHADO. Relíquias de Casa Velha. Volume 16 das obras completas: [s.n.] pp. 13–14
No trecho destacado, nota-se que o narrador emite opiniões sobre as falas dos personagens. O narrador se intromete para dizer que Mônica devia ter alertado o casal sobre a possibilidade de eles passarem fome antes do casamento, e não ao fim do noivado. Neste conto, o narrador se sobressai tanto que os acontecimentos da história parecem ficar em segundo plano. Sua forte presença parece cobri-los, ofuscá-los. Tanto isso é verdade que as falas dos personagens são quase sempre bem distantes umas das outras, sendo intercaladas pelo narrador e suas opiniões e explicações próprias.

## Análise
Os críticos o colocam na segunda fase (ou fase madura) do autor, em que há tendências realistas. Após Memórias Póstumas de Brás Cubas, suas próximas obras e contos, notavelmente "A Causa Secreta", "Capítulos dos Chapéus", "A Igreja do Diabo" e outros, possuem uma temática inovadora e ousada.
A crítica sociológica vê no conto aspectos inteiramente capitalistas e maquiavélicos; existe uma certa "coisificação" do homem quando os senhores, donos e libertos enxergam os escravos como meras mercadorias e objetos, como atenuado na passagem […] grande parte [dos escravos] era apenas repreendida; havia alguém em casa que servia de padrinho, e o mesmo dono não era mau; além disso, o sentimento da propriedade moderava a ação, porque dinheiro também dói. A crítica social do conto machadiano é dada também através de perfis psicológicos das personagens. Assim como muitas obras anteriores de Machado de Assis, é inspirado em Voltaire; seu Cândido, ou O Otimismo possui um protagonista homônimo que é otimista e sempre procura o lado positivo das situações, seguindo os ensinamentos de seu mestre Panglós, e que é sensível, apaziguador e sensato; de forma irônica, o Cândido machadiano é insensível e egoísta, como mostra-se quando ignora o pedido da escrava grávida e a arrasta pelas ruas a fim de conseguir dinheiro.
Ao lado do Capítulo LXVIII de Memórias Póstumas de Brás Cubas, em que um escravo liberto compra um escravo para si próprio, tratando-o e batendo nele tal qual apanhava na infância, este conto é considerado como um dos retratos mais brutais e impressionantes da escravidão no Brasil.